# 玉蒲团之玉女心经
《玉蒲团之玉女心经》是一部由香港三级电影，1996年上映。主演者有李丽珍、舒淇、徐锦江、吳毅將等。这部电影由钱文锜担任导演。雖以「玉蒲團」為名，但劇情與小說《肉蒲團》並無關係。亦是李麗珍從演生涯中接拍最後一部的三級電影。

## 剧情
財主西門堅（徐錦江 飾）答應女兒西門柔（李麗珍 飾）女扮男裝外出求學的要求，但要求她穿著貞操護甲。女兒求學前後結識了書生花道（駱達華 飾），彼此有一段友誼發展，當花道發現她是女兒身，拚命追求。西門堅一方面好色，本為白癡兒子娶妻小翠（舒淇 飾），垂涎舒美色，更想把她納為妾。原來小翠乃魔女幻姬化身（真正的小翠已被其所害），懂采陰補陽，暗中把西門堅的兒子和其他妾侍殺掉，最後以毒酒殺死西門堅。西門柔、花道與捕快鐵中棠（吳毅將 飾）企圖揭開幻姬之陰謀，一場大戰展開。

## 演員表

### 主要角色
| 演員   | 角色   | 粵語配音                                | 備註 |
| 李麗珍 | 西門柔 | 盧素娟                                  | 西門堅之女 西門龍之妹 花道之同學 獻身救鐵中棠後成為夫妻 經常女扮男裝，穿著其父精心研製的鐵甲機關保護內衣防止失去貞操 與幻姬交合最後用觀音坐蓮這一招令幻姬先洩反攝幻姬的元陽為爹報仇 結尾與花道離開西門家 |
| 舒淇   | 幻姫   | 女：曾秀清／黃鳳英（部份）及 男：周永光 | 以“小翠”之名嫁入西門家 西門堅之妾 魔女，雌雄同體 最後先被西門柔吸盡元陽再被花道刺殺 |
| 舒淇   | 小翠   | 曾秀清                                  | 平凡民女，家境貧苦 被幻姫殺害和借用其身份（她的父母也同時被幻姫殺害） |
| 徐錦江 | 西門堅 | 黃志明                                  | 西門大官人 兵器商人 西門柔之父 西門龍之父 西門龍死後納小翠（幻姬）為妾 最後被幻姬灌毒酒而身亡 |
| 駱達華 | 花道   | 黃志成                                  | 書生 西門柔之同學，喜歡西門柔 最後與西門柔合力殺害幻姬 結尾與西門柔離開西門家 |
| 吳毅將 | 鐵中棠 | 羅偉傑                                  | 刑部一級捕快 被中毒箭獲西門柔獻身相救，後決意娶西門柔為妻 被幻姬易容花道殺死 |

### 其他演員
| 演員   | 角色   | 粵語配音 | 備註                                                        |
| 王肇強 | 西門龍 | 羅偉傑   | 西門堅之子 西門柔之兄 小翠（幻姬）之夫，被其推下山崖而死    |
| 鍾真   | 春雲   |          | 西門家元配 西門堅之亡妻                                     |
| 張露   | 秋雨   | 黃玉娟   | 西門家二娘 西門堅之妾 被幻姬殺死                            |
| 曾燕   | 玉蝶   |          | 西門家三娘 西門堅之妾 被幻姬殺死                            |
| 洪曉芸 | 晴雯   | 曾秀清   | 西門家四娘 西門堅之妾 被幻姬殺死                            |
| 黃一飛 | 道長   | 周永光   | 為花道醫治和安裝機械陰莖 幫助幻姬易容後，被幻姬吸盡元陽而死 |
| 李健仁 | 慕容   | 黃志成   | 西門堅之好友                                                |
| 雷達   |        | 周永光   | 西門家之管家                                                |
|        | 旁述   | 盧傑     |                                                             |

## 電影歌曲
| 歌名               | 作曲   | 作詞 | 演唱 |
| ------------------ | ------ | ---- | ---- |
| 《獻身》（主題曲） | 梁偉堅 | 周欣 | 舒淇 |
| 《新歡》（插曲）   | 梁偉堅 | 周欣 | 舒淇 |

## 軼事
舒淇在本片初次獲香港觀眾認識，當時是全無名氣的台灣艷星。此片後獲賞識，1997年以《色情男女》拿下香港電影金像獎最佳女配角和最佳新人。
本片兩位女主角均因此片大受注目。巧合的是，李丽珍和舒淇之后相继于1999年和2005年，凭电影《千言万语》和《最好的时光》荣获台湾金马奖最佳女主角奖项。